# Berta Hansson
Berta Elisabet Hansson, född 23 juni 1910 i Hammerdal, Jämtland, död 3 september 1994 i Stockholm, var en svensk konstnär.

## Biografi

### Uppväxt och utbildning
Berta Hansson växte upp på en bondgård i jämtländska Hammerdal som dotter till hemmansägaren Daniel Hansson och dennes hustru Brita, född Eliasson. Efter moderns och systerns död kom Berta Hansson att studera 1927–1928 på Sigtuna folkhögskola, varefter hon utbildade sig till lärare på Umeå folkskoleseminarium.
Efter examen 1934 började hon året därpå arbeta som folkskollärare i Fredrika i Lappland. Hon hade redan i barndomen utvecklat intresse för att teckna och haft önskemål om att bli teckningslärare. I Fredrika, där hon i huvudsak bodde fram till 1945, tecknade och akvarellmålade hon skolbarnen och landskap.
I samband med ett lärarvikariat i Linköping 1938 studerade hon för Leoo Verde och började måla i olja. Hon utbildade sig vidare för målaren Brita Nordencreutz, och under ett halvår 1940 på Otte Skölds målarskola i Stockholm.

### Konstnärskap
Vid ett besök i Fredrika 1941 kom Elsa Björkman-Goldschmidt i kontakt med Berta Hanssons verk, vilket ledde till en soloutställning 1943 på Färg och Form i Stockholm. Ett par år senare slutade Berta Hansson sin anställning som lärare och flyttade till faderns gård i Hammerdal för att bli konstnär på heltid. År 1947 flyttade hon till Stockholm, där hon sedan bodde och arbetade livet ut. Samtidigt behöll hon Hammerdal som sommarboende, från 1961 i en stor ateljé i byns tidigare godtemplarehus Ede Skans.
Under tiden i Fredrika var skolbarnen hennes främsta motiv. Efter andra världskriget öppnades möjligheter till utlandsresor, och Berta Hansson gjorde resor till Frankrike, Italien och Egypten. Bland annat inspirerades hon i Bretagne av kalvarieskulptur till bilder med bibliska motiv. Hon vistades också ett och ett halvt år i södra Afrika 1953–1954, där hon framför allt bodde på Svenska Kyrkans missionsstationer. Intryck därifrån redovisades senare i hennes första offentliga verk, gobelängen Tropik 1957 för Länsstyrelsen i Östersund. Berta Hansson kom också att engagera sig tillsammans med den då i Sydafrika bosatte svenske biskopen Helge Fosseus i grundandet av den konstutbildning i Rorke's Drift i KwaZulu-Natal i Sydafrika, vilken senare också kom att leda till uppkomsten av en rik och motivmässigt lokalt förankrad textil produktion också i Lesotho och Botswana.
Berta Hansson utförde, vid sidan av måleri och teckning, ett antal stora textila verk för offentliga lokaler, ofta med religiösa motiv. Dels utförde hon själv stora applikationer, dels gjorde hon underlag för gobelänger som sedan vävdes genom bland andra Handarbetets Vänner och Gunn Leander-Bjurström.
Berta Hansson hade ett tätt umgänge med ett flertal andra kvinnliga ensamstående konstnärer i Stockholm, varav flera tillhörde en äldre generation. Några av dem var Maj Bring, Vera Nilsson, Siri Derkert och Ninnan Santesson. Hon umgicks också med Sara Lidman som under en period hade ett sommartorp i Hammerdal.
Efter uppmuntran av Bror Marklund utvecklade hon också under 1970-talet skulptur, framför allt barnporträtt i terrakotta och brons.
Under 1980-talet försämrades efter hand hennes syn. Hon fick överge akvarellmålning, men fortsatte med teckning, oljemålning och grafiska bilder huvudsakligen baserade på äldre motiv. Hansson finns representerad vid Nationalmuseum i Stockholm, Moderna museet och Örebro läns museum.

## Eftermäle
År 2009 utgav Gunilla Carlstedt och Christian Åkerlund boken Berta Hansson och 2021 en andra bok om Hansson med undertiteln Möten i hembygden och med fokus på hennes jämtländska liv och konst; innehåller också berättelser om människor hon avbildat.
År 2012 satte Västerbottensteatern upp pjäsen Anna och Berta, en musikal av dramatikern och regissören Agneta Elers-Jarleman och kompositören Gunnar Edander om Berta Hansson och Anna Nordlander. Pjäsen gick i Skellefteå, men turnerade också, bland annat till Stockholm och Hammerdal. Sveriges radios Kulturnytt beskrev pjäsen som att den "kan bli en ny klassiker", och tidningen Norran den som "en vacker skildring om att ha en längtan".
År 2017 utgavs barnboken Fågeln i mig flyger vart den vill av Sara Lundberg, en saga byggd på Hanssons liv.

## Offentliga verk (urval)
- Tropik (1957), gobeläng på Länsstyrelsen i Östersund
- Vintergatan (1959), glasfönster i Haverö kapell
- Korsfästelsen (1950-tal), gobeläng i Hjortkvarns kyrka
- Livets träd (1960-66), gobeläng i Hammerdals kyrka
- Livets träd (1963), gobeläng i Humanisthuset, Umeå universitet
- Trädet (1965), applikation i Radiohuset i Stockholm
- Uhuru (1968), applikation i Handelshögskolan i Stockholm
- Uhuru (1972), applikation i Karolinska Universitetssjukhuset Huddinge
- Blomma till Afrika (1970-tal),  Postterminalen Tomteboda i Solna kommun
- Skapelsen (1977), glasfönster i Vännäs församlingshem
- Skapelsen (1977), gobeläng i vigselrummet i Skellefteå stadshus